# Simulium septentrionale
Simulium septentrionale es una especie de insecto del género Simulium, familia Simuliidae, orden Diptera.
Fue descrita científicamente por Tan & Chow, 1976.